# Edgar Jones (regista)
Edgar Jones (17 giugno 1874 – Los Angeles, 7 febbraio 1958) è stato un regista, attore e produttore cinematografico statunitense.

## Biografia
Attore e regista, nacque nel 1974 in Alabama. Girò il suo primo film nel 1912 come attore per la Lubin Manufacturing Company compagnia per cui lavorò nei primi anni della sua carriera. Si sposò due volte, sempre con note attrici dell'epoca, Louise Huff e Louise Vale.

## Filmografia

### Attore
- Over the Divide – cortometraggio (1912)
- The Sheriff's Daughter – cortometraggio (1912)
- The Divine Solution, regia di Francis J. Grandon – cortometraggio (1912)
- The Two Gun Sermon, regia di Francis J. Grandon – cortometraggio (1912)
- The Minister and the Outlaw – cortometraggio (1912)
- The Deputy's Peril, regia di Francis J. Grandon – cortometraggio (1912)
- The New Ranch Foreman, regia di Francis J. Grandon (1912)
- The Bank Cashier, regia di Francis J. Grandon (1912)
- A Trustee of the Law, regia di Francis J. Grandon (1912)
- The Renegades (1912)
- The Physician of Silver Gulch, regia di Francis J. Grandon (1912)
- Red Saunders' Sacrifice (1912)
- In the Service of the State, regia di Francis J. Grandon (1912)
- Parson James (1912)
- The Sheriff's Mistake, regia di Francis J. Grandon (1912)
- A Fugitive from Justice
- The Surgeon, regia di Francis J. Grandon – cortometraggio (1912)
- Ranch Mates, regia di Francis J. Grandon – cortometraggio (1912)
- Struggle of Hearts, regia di Francis J. Grandon – cortometraggio (1912)
- A Lucky Fall, regia di Francis J. Grandon – cortometraggio (1912)
- Bar K Foreman regia di Francis J. Grandon – cortometraggio (1912)
- The End of the Feud (1912)
- The Love Token (1913)
- The Girl and the Gambler, regia di Francis J. Grandon (1913)
- The Girl of the Sunset Pass (1913)
- The Engraver, regia di Francis J. Grandon (1913)
- The Teacher at Rockville, regia di Francis J. Grandon (1913)
- On the Mountain Ranch, regia di Francis J. Grandon (1913)
- Greed for Gold, regia di Francis J. Grandon (1913)
- The Evil One, regia di Francis J. Grandon – cortometraggio (1913)
- The Right Road
- The Girl Back East, regia Francis J. Grandon (1913)
- The Paymaster (1913)
- Lone Dog, the Faithful, regia di Francis J. Grandon (1913)
- Papita's Destiny, regia di Francis J. Grandon (1913)
- His Redemption
- The Love Test, regia di Francis J. Grandon (1913)
- Her Only Boy, regia di Francis J. Grandon (1913)
- The Invader
- Breed of the North (1913)
- The Man of Him, regia di Edgar Jones (1913)
- A Waif of the Desert, regia di Edgar Jones (1913)
- An Enemy's Aid (1913)
- The Battle of Shiloh, regia di Joseph W. Smiley (1913)
- Between Two Fires, regia di Edgar Jones (1914)
- The Inscription
- Treasures on Earth, regia di Edgar Jones (1914)
- The Vagaries of Fate (1914)
- Fitzhugh's Ride, regia di Edgar Jones (1914)
- The Reward (1914)
- In the Gambler's Web, regia di Edgar Jones (1914)
- The Weaker Brother, regia di Edgar Jones (1914)
- A Deal in Real Estate (1914)
- A Chance in Life, regia di Edgar Jones (1914)
- A Pack of Cards (1914)
- Love's Long Lane, regia di Edgar Jones (1914)
- A Country Girl, regia di Edgar Jones (1914)
- The Struggle Everlasting, regia di Edgar Jones (1914)
- The Lie, regia di Edgar Jones (1914)
- The Aggressor
- The Shell of Life
- On Lonesome Mountain
- The Greater Love, regia di Edgar Jones (1914)
- The Girl at the Lock
- The Mountain Law (1914)
- In the Hills of Kentucky, regia di Edgar Jones (1914)
- Stonewall Jackson's Way, regia di Edgar Jones (1914)
- The Unknown Country (1914)
- The Making of Him, regia di George Terwilliger (1914)
- On Moonshine Mountain (1914)
- The Intriguers, regia di Joseph W. Smiley (1914)
- The Shanghaied Baby, regia di George W. Terwilliger (1915)
- The Nameless Fear, regia di Edgar Jones (1915)
- The Trapper's Revenge, regia di Romaine Fielding (1915)
- The Little Detective (1915)
- The Winthrop Diamonds
- Men of the Mountains
- The Stroke of Fate
- A Prince of Peace, regia di Edgar Jones (1915)
- Indiscretion, regia di Edgar Jones (1915)
- A Romance of the Navy, regia di George Terwilliger (1915)
- The Spy's Sister, regia di Edward Sloman (1915)
- Who Bears Malice, regia di Edgar Jones (1915)
- On Bitter Creek, regia di Edgar Jones (1915)
- Courage and the Man, regia di Edgar Jones (1915)
- The Beast, regia di Edgar Jones (1915)
- The Gold in the Crock, regia di Edgar Jones (1915)
- Under the Fiddler's Elm, regia di Edgar Jones (1915)
- Where the Road Divided, regia di Edgar Jones (1915)
- Wild Honey, regia di Francis J. Grandon (1918)
- L'ultimo fuorilegge o The Last Outlaw, regia di John Ford (1919)
- Border River, regia di Edgar Jones (1919)
- Quicksands (1920)
- When Quackel Did Hide
- The Knight of the Pines, regia di Edgar Jones (1920)
- La grande forza (The Big Punch), regia di John Ford (1921)
- Two-Fisted Judge, regia di Edgar Jones (1921)
- Single-Handed Sam
- Caught in the Rapids
- The Timber Wolves
- Lochinvar o' the Line
- A Forest Samson
- The Law of the Woods
- The Black Ace, regia di Edgar Jones (1921)
- The V That Vanished
- The Flaming Trail
- Cupid, Registered Guide
- Dangerous Dollars
- Lonesome Corners, regia di Edgar Jones (1922)

### Regista
- The Man of Him (1913)
- A Waif of the Desert (1913)
- Before the Last Leaves Fall (1913)
- Nothing to Be Done
- Between Two Fires (1914)
- The Inscription
- Treasures on Earth (1914)
- The Vagaries of Fate
- Fitzhugh's Ride (1914)
- In the Gambler's Web
- The Weaker Brother (1914)
- A Chance in Life (1914)
- Love's Long Lane
- A Country Girl (1914)
- The Struggle Everlasting (1914)
- The Lie (1914)
- The Aggressor
- The Shell of Life
- The Greater Love (1914)
- The Girl at the Lock
- In the Hills of Kentucky (1914)
- Stonewall Jackson's Way
- On Moonshine Mountain
- Nothing to Be Done
- The Nameless Fear
- The Winthrop Diamonds
- Men of the Mountains
- A Prince of Peace (1915)
- Indiscretion (1915)
- Who Bears Malice (1915)
- On Bitter Creek (1915)
- Courage and the Man (1915)
- The Beast (1915)
- The Gold in the Crock (1915)
- Under the Fiddler's Elm (1915)
- An Enemy to Society (1915)
- Where the Road Divided (1915)
- The Woman Pays (1915)
- The Turmoil (1916)
- Dimples (1916)
- Lovely Mary (1916)
- The Half Million Bribe (1916)
- Mentioned in Confidence (1917)
- The Girl Angle (1917)
- The Lady in the Library (1917)
- Zollenstein (1917)
- The Girl Who Wouldn't Quit (1918)
- A Rich Man's Darling (1918)
- Border River (1919)
- One Against Many (1919)
- The Knight of the Pines (1920)
- Two-Fisted Judge (1921)
- The Timber Wolves (1921)
- Lochinvar o' the Line (1921)
- A Forest Samson (1921)
- The Law of the Woods (1921)
- The Black Ace (1921)
- The V That Vanished
- The Flaming Trail
- Cupid, Registered Guide
- Dangerous Dollars
- Lonesome Corners (1922)

### Produttore
- Border River
- Two-Fisted Judge, regia di Edgar Jones (1921)
- The Timber Wolves
- A Forest Samson
- The Law of the Woods
- The Rider of the King Log
- The Black Ace, regia di Edgar Jones (1921)
- The V That Vanished
- Lonesome Corners, regia di Edgar Jones (1922)

### Sceneggiatore
- Lonesome Corners, regia di Edgar Jones (1922)